# Villarimboud
Villarimboud (Velârinbou  en patois fribourgeois) est une localité et une ancienne commune suisse du canton de Fribourg, située dans le district de la Glâne.

## Histoire

Photo aérienne (1964)

La première mention du village de Villarimboud remonte à 1262 lorsque le seigneur d'Écublens, le vend à Pierre II de Savoie ; la maison de Savoie le confiera ensuite à plusieurs maisons vassales avant qu'il ne soit inclus dans le bailliage de Romont jusqu'en 1798, puis établi comme commune et attaché au district de Romont jusqu'en 1848 où elle rejoint le district de la Glâne à sa création.
En 2005, la commune a fusionné avec sa voisine Lussy pour former la nouvelle commune de La Folliaz. En 2020, cette dernière va à son tour fusionner avec Villaz-Saint-Pierre pour former la nouvelle commune de Villaz.